# Rosemary Forsyth
Rosemary Forsyth (Montreal, 6 juli 1943) is een tot Amerikaanse genaturaliseerde actrice.

## Carrière
Forsyth begon in 1963 met acteren in de televisieserie Route 66. Hierna heeft zij nog in meer dan 80 televisieseries en films gespeeld.

## Huwelijken
Forsyth was van 1966 tot en met 1970 getrouwd en kreeg uit dit huwelijk een kind. Van 1972 tot en met 1975 en van 1980 tot en met 1983 was zij ook getrouwd. Al deze huwelijken strandden in een scheiding.

## Filmografie

### Films
Selectie:
- 2001 Ghosts of Mars – als onderzoekster
- 1996 Daylight – als ms. London
- 1994 Disclosure – als Stephanie Kaplan
- 1974 Black Eye – als Miss Francis
- 1966 Texas Across the River – als Phoebe
- 1965 The War Lord – als Bronwyn

### Televisieseries
Uitgezonderd eenmalige gastrollen.
- 2000-2001 Ally McBeal – als rechter Martha Graves – 2 afl.
- 1997-2000 Chicago Hope – als dr. Edith Strauss – 2 afl.
- 1997-1998 Dharma & Greg – als Merrill – 2 afl.
- 1992 General Hospital – als dr. James – 3 afl.
- 1990 Mr. Belvedere – als Louise Marie Gilbert – 2 afl.
- 1987 Hunter – als dr. Paxton – 3 afl.
- 1985 Dallas – als Ann McFadden – 3 afl.
- 1984 Santa Barbara – als Dominic – 40 afl.
- 1981 WKRP in Cincinnati – als Joyce Armor – 2 afl.
- 1976-1980 Days of our Lives – als Laura Spencer Horton - 355 afl.
- 1963 The Doctors - als Susan Dean - 5 afl.

- Biblioteca Nacional de España: XX1665945
- Bibliothèque nationale de France: cb14178236t (data)
- Gemeinsame Normdatei: 143704893
- International Standard Name Identifier: 0000 0001 1652 160X
- Library of Congress Control Number: n81096860
- Système universitaire de documentation: 25404624X
- Virtual International Authority File: 59293946
- WorldCat: E39PBJyX4GGgPdTvvJRfpqdqQq